# フォリーニョのアンジェラ
フォリーニョのアンジェラ（イタリア語：Angela da Foligno, 1248年 – 1309年1月4日）は、カトリック教会の聖人であり、キリスト教の神秘家である。彼女は広範囲にわたり、神秘的な事柄を著作にしてきた。フランシスコ会第三会員であり、Magistra Theologorum としても知られている。アンジェラは霊的な著作によって知られるのみならず、閉鎖的な修道院に入ることを拒んだ人たちの宗教的共同体を設立したことでも知られる。
教皇クレメンス9世 が1701年7月11日にアンジェラを列福させ、教皇フランシスコが2013年10月9日に列聖した。
聖アンジェラの祝日はフランシスコ会第3会によって祝われる。アメリカ合衆国では1月7日。

## 幼少期と改宗
アンジェラの誕生日は正確には知られていないが、多くの場合、1248年生まれとされる。彼女はフォリーニョの裕福な家庭に生まれ、おそらく早い時期に結婚した。彼女には数人の子供がいた。著作に彼女は世界を愛し、それが喜びだと書いている。アンジェラは40代の頃、アッシジのフランチェスコを幻視し、それまでの自分の人生の空虚を認めた。その時から、彼女はより崇高に人生を捧げる生き方を導き始めた。 
3年後にアンジェラの母親が死去した。そして数ヵ月後には、夫と子供も失った。1人の神に奉仕する者として、マザツオラ (Masazuola) を自分の同伴者とし、彼女は自分の財産を投げ出して、悔悛者として生き始めた。アンジェラは、おおよそ1291年にフランシスコ会第3会に参加した。フランシスコ会士のアルノルド (Arnoldo) の霊的指導の下に付き、アルノルドは彼女の聴罪司祭として彼女を支えた。

## 著作
「偉大な中世の神秘」を検討して見ると、アンジェラは神秘的な啓示をずっと受け続けていると言われる。そしてこの本は1200年頃の後期に口述筆記により書かれたものである。アンジェラの著作群は『フォリーニョのアンジェラの書』（Il Libro della Beata Angela da Foligno）に収録されている。
アンジェラは、自分のカトリック教会への回心としての歴史を『展望と指導の本』に記述している。「追悼（Memoriale）」彼女は直接、ウンブリア州方言で 霊的な発展についての説明を口述筆記している。これは「追悼（Memoriale）」という名で知られており、そしてこれは「修道士B」として知られる人物によってラテン語に翻訳された。この作品はおそらく1292年に始まっている。

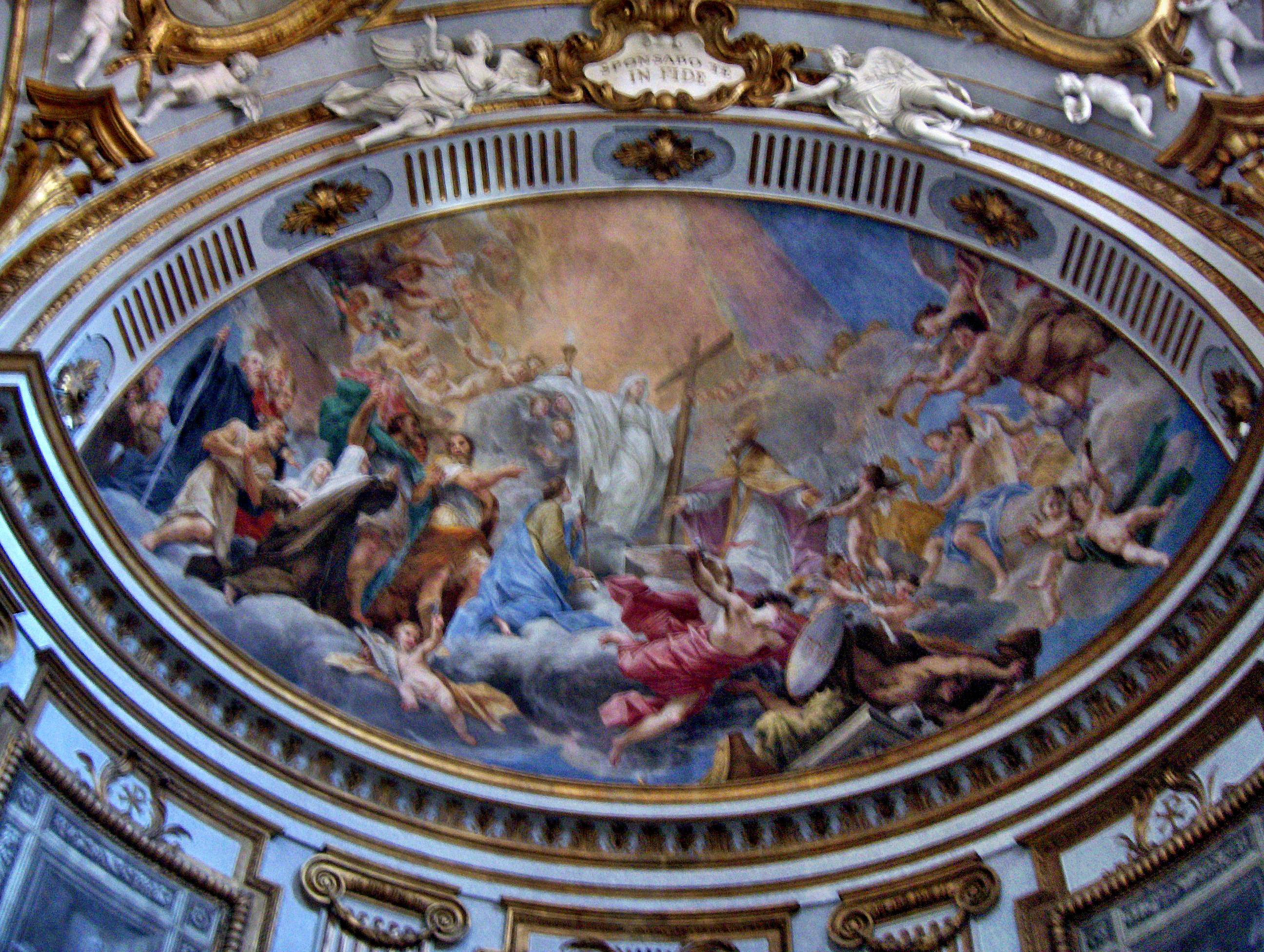
フォリーニョのアンジェラ（フレスコ画、フランチェスコ・マンチーニ作） フォリーニョ大聖堂

「修道士A」はアンジェラが、より高度でより困難である最終段階を完成させるまでの1296年までは一緒にいたが、「記念 (Memorial)」の記述の際には、その比較的重要な部分を彼に全てを理解できないと判明した時、アンジェラの体験を7つの「補助的な段階」にまとめてしまった。この文章は1298年に終わっており、ジャコモ・コロンナ枢機卿と8人のフランシスコ会士に提出され、そしてそれは彼らの承認を受けた。「修道士A」は1299年から1300年にかけてそれらを短く修正している。
おおよそ1296年から彼女が死去する1309年前半までの間に、アンジェラの名声は高まり、彼女を尊敬する人々が彼女の周りに、男性も女性も多くの人数が集まってきて、一つの第3会な集まりができあがり、それらの人々は霊的に自分を高めるために努力をした。後にアンジェラは、フォリーニョに修道女のためのコミュニティを立ち上げた。

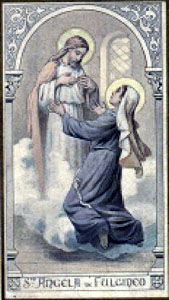
聖アンジェラの聖画カード（御絵）

最終版である「本(Book)」は36もの「指導 (Instructions)」を「記念 (Memorial)」に付けくわえている。これは、アンジェラのこの期間の教えを反映している。これらの教えはむしろ、より修道会的な記述であり、そして「記念 (Memorial)」からのものを強調している。これには何人かの手によって編集が加えられている可能性があり、若干の削除があるが、その指導はアンジェラの教えを反映している。
誰も神のあかり無しに救われるものはいない。私たちは神のあかりによって始め、進める。そして神のあかりは私たちを完成の極みに導く。それゆえ、もしあなたが始めたいのなら、そして神のあかりを受けたいのなら、祈りなさい。そしてもしあなたが完成の頂上に立ちたいのなら、そして、そのままの状態で多いに照らされたいのならいのりなさい。もしあなたが信仰が欲しいなら祈りなさい。もしあなたが希望するなら、祈りなさい。もしあなたが、慈愛が欲しいなら祈りなさい。もし、あなたが貧困を求めるなら、祈りなさい。もしあなたが服従を求めるなら、祈りなさい。あなたが純正を望むならば、祈りなさい。あなたが謙遜を望むならば、祈りなさい。あなたがおとなしさを望むならば、祈りなさい。あなたが不屈の精神を望むならば、祈りなさい。あなたが美徳を望むならば、祈りなさい。（聖ベルト・ゲッツィ (Bert Ghezzi) の声より）
そしてこの流儀に従って祈りなさい。いつでも人生の書を読むことは、それは、神である人間イエスキリストの人生は 貧困、痛み、軽蔑と本当の服従から成っていた。（同上）
1308年のクリスマスにアンジェラは、同伴者に自分はまもなく死ぬだろうと言った。数日後、キリストが彼女に出現し、個人的に自分が彼女を天国に連れて行くと約束した。アンジェラは、1309年1月3日に眠るように、自分の弟子たちに囲まれるようにして死去した。遺体はフォリーニョの聖フランチェスコ教会に安置されている。彼女の遺体は死後も腐敗を免れる奇蹟を起こした。

## 列聖
2013年10月9日、ローマ教皇フランシスコ (ローマ教皇)が列聖した。

## 伝記
- McGinn, Bernard (1998). The Flowering of Mysticism. pp. 143–144
- The Book of Blessed Angela consists of the Memoriale and the subsequent Instructiones:
  - A critical edition is Ludger Thier and Abele Calufetti, eds, Il libro della Beata Angela da Foligno, (Rome: Editiones Collegii S. Bonaventurae, 1985)
  - Angela of Foligno, Complete works, translated, with an introduction by Paul Lachance; preface by Romana Guarnieri, (New York: Paulist Press, 1993)
  - Angela of Foligno, Memorial, translated by John Cirignano, (Woodbridge: D.S. Brewer, 1999)
  - Angela da Foligno, Memoriale, ed. Enrico Menestò, Florence (SISMEL/Edizioni del Galluzzo, 2013). ISBN 978-88-8450-488-3.
  - Angela of Foligno, Libro de la experiencia, translated into the Spanish following the text of the Assisi codex by Pablo García Acosta, Madrid, Eds. Siruela, 2014. ISBN 978-84-15937-08-1.